# Erzbergschanzen
Die Erzbergschanzen sind Skisprungschanzen in Eisenerz in der Steiermark in Österreich.

## Bau und Nutzung
Sie wurden Anfang der 1990er-Jahre in der Eisenerzer Ramsau gebaut. Der Schanzenkomplex mit den ursprünglichen Größen K 90, K 60 und K 25 liegt am Fuße des Wildfeldes, etwa 6 km westlich des Erzberges. Die Schanzen sind Naturschanzen und dienen den ÖSV-Springern als Trainingsschanzen. Da die drei Schanzen keine Mattenauflage besaßen, wurden sie bis zum Umbau lediglich im Winter benutzt. Auch internationale Springen im Nachwuchsbereich werden dort veranstaltet, wie beispielsweise der Continental Cup oder kleinere FIS-Springen.
In den Jahren 2015 und 2016 wurde die Anlage modernisiert und ausgebaut. Die vier neuen Schanzen weisen nun eine Größe von K 98, K 63,5, K 32 und K 12 auf und sind mit einer Beschneiungsanlage ausgestattet. Zusätzlich wurden Mattenauflagen installiert, sodass auch ein Sommerbetrieb möglich ist. Außerdem wurde ein Langlaufstadion in die Sprunganlage integriert und ein Biathlonschießstand errichtet.
Der WSV Eisenerz besitzt noch einen weiteren Schanzenkomplex, die Tull-Mattenschanzen, die hauptsächlich zum Sommertraining genutzt werden.

## Technische Daten
| Erzbergschanze                  | Erzbergschanze       |
| ------------------------------- | -------------------- |
| Erbaut                          | Mai 2015 – Juli 2016 |
| Anlauf                          |                      |
| Anlauflänge                     | 92,5 m               |
| Neigung des Anlaufs (γ)         | 35°                  |
| Schanzentisch                   |                      |
| Neigung des Schanzentisches (α) | 11°                  |
| Aufsprung                       |                      |
| Hillsize                        | 109                  |
| Konstruktionspunkt              | 98                   |
| K-Punkt Neigungswinkel (β)      | 31,3°                |
| Größe                           |                      |
| Schanzenrekord                  | 110,5 m C. Aigner    |

| Jugendschanze                   | Jugendschanze              |
| ------------------------------- | -------------------------- |
| Erbaut                          | Mai 2015 – Juli 2016       |
| Anlauf                          |                            |
| Anlauflänge                     | 71,2 m                     |
| Neigung des Anlaufs (γ)         | 35°                        |
| Schanzentisch                   |                            |
| Neigung des Schanzentisches (α) | 9,5°                       |
| Aufsprung                       |                            |
| Hillsize                        | 70                         |
| Konstruktionspunkt              | 63,5                       |
| K-Punkt Neigungswinkel (β)      | 31°                        |
| Größe                           |                            |
| Schanzenrekord                  | 67,5 m Thomas Thurnbichler |

| Kinderschanze                   | Kinderschanze          |
| ------------------------------- | ---------------------- |
| Erbaut                          | Mai 2015 – Juli 2016   |
| Anlauf                          |                        |
| Anlauflänge                     | 31,66 m                |
| Neigung des Anlaufs (γ)         | 30°                    |
| Schanzentisch                   |                        |
| Tischhöhe                       | 0,9 m                  |
| Tischlänge                      | 3,6 m                  |
| Neigung des Schanzentisches (α) | 8°                     |
| Aufsprung                       |                        |
| Hillsize                        | 35                     |
| Konstruktionspunkt              | 32                     |
| K-Punkt Neigungswinkel (β)      | 29,5°                  |
| Auslauf                         |                        |
| Länge des Auslaufs              | 73 m                   |
| Größe                           |                        |
| Schanzenrekord                  | 24,0 m Sebastian Knaus |

| Kinderschanze      | Kinderschanze        |
| ------------------ | -------------------- |
| Erbaut             | Mai 2015 – Juli 2016 |
| Aufsprung          |                      |
| Hillsize           | 15                   |
| Konstruktionspunkt | 12                   |

## Internationale Wettbewerbe
Genannt werden alle von der FIS organisierten Sprungwettbewerbe.
| Datum            | Kategorie       | Schanze | 1. Platz                                                                   | 2. Platz                                                    | 3. Platz                                                               |
| ---------------- | --------------- | ------- | -------------------------------------------------------------------------- | ----------------------------------------------------------- | ---------------------------------------------------------------------- |
| 15. Februar 2003 | Continental Cup | K 90    | Reinhard Schwarzenberger                                                   | Mathias Hafele                                              | Frank Ludwig                                                           |
| 16. Februar 2003 | Continental Cup | K 90    | Stefan Thurnbichler                                                        | Frank Ludwig                                                | Jure Radelj                                                            |
| 11. März 2006    | FIS-Rennen      | HS 100  | Thomas Thurnbichler                                                        | Severin Freund                                              | Felix Schoft                                                           |
| 19. Januar 2008  | FIS-Cup         | HS 100  | Nicolas Fettner                                                            | Alexei Buiwolow                                             | Klemen Omladič                                                         |
| 20. Januar 2008  | FIS-Cup         | HS 100  | Nicolas Fettner                                                            | Nejc Frank                                                  | Alexei Buiwolow                                                        |
| 31. Januar 2009  | FIS-Cup         | HS 100  | Nicholas Fairall                                                           | Roberto Dellasega                                           | Stefan Hayböck                                                         |
| 1. Februar 2009  | FIS-Cup         | HS 100  | Stefan Lang                                                                | Tomáš Zmoray                                                | Radik Schaparow                                                        |
| 6. März 2010     | OPA-Spiele      | HS 100  | Killian Peier                                                              | Thomas Hofer                                                | Anže Lanišek                                                           |
| 6. März 2010     | OPA-Spiele      | HS 100  | Urban Sušnik                                                               | Ulrich Wohlgenannt                                          | Jaka Kosec                                                             |
| 6. März 2010     | OPA-Spiele      | HS 100  | Anna Rupprecht                                                             | Katharina Althaus                                           | Urša Bogataj                                                           |
| 7. März 2010     | OPA-Spiele      | HS 100  | Deutschland IMichael Zachrau Michael Herrmann Alexander Schmid Felix Kleis | Slowenien IUrban Sušnik Jaka Kosec Aljaž Vodan Anže Lanišek | Österreich IThomas Hofer Thomas Ortner Ulrich Wohlgenannt Stefan Huber |